# ماكانو
إيرفينغ إنريك خيمينيز (من مواليد 7 مايو 1983)،  هو مغني بنمي اشتهر باسمه المسرحي ماكانو . في سن الثانية عشرة، كان خيمينيز جزءًا من مجموعة الريغيتون تسمى «لوس ماكانوس». تعهد أعضاء المجموعة بأن يحمل اسم المجموعة أولهم الذي يسجل ألبومًا كاملاً. تعني كلمة ماكانو في كولومبيا «قوي مثل الشجرة».

## روابط خارجية
- ماكانو على موقع IMDb (الإنجليزية)
- ماكانو على موقع ميوزك برينز (الإنجليزية)
- ماكانو على موقع أول ميوزيك (الإنجليزية)
- ماكانو على موقع ديسكوغز (الإنجليزية)